# Kyłnowo
Kyłnowo (bułg. Кълново) – wieś w Bułgarii, w obwodzie Szumen, w gminie Smjadowo. W 2024 roku liczyła 163 mieszkańców.